# Дії апостолів

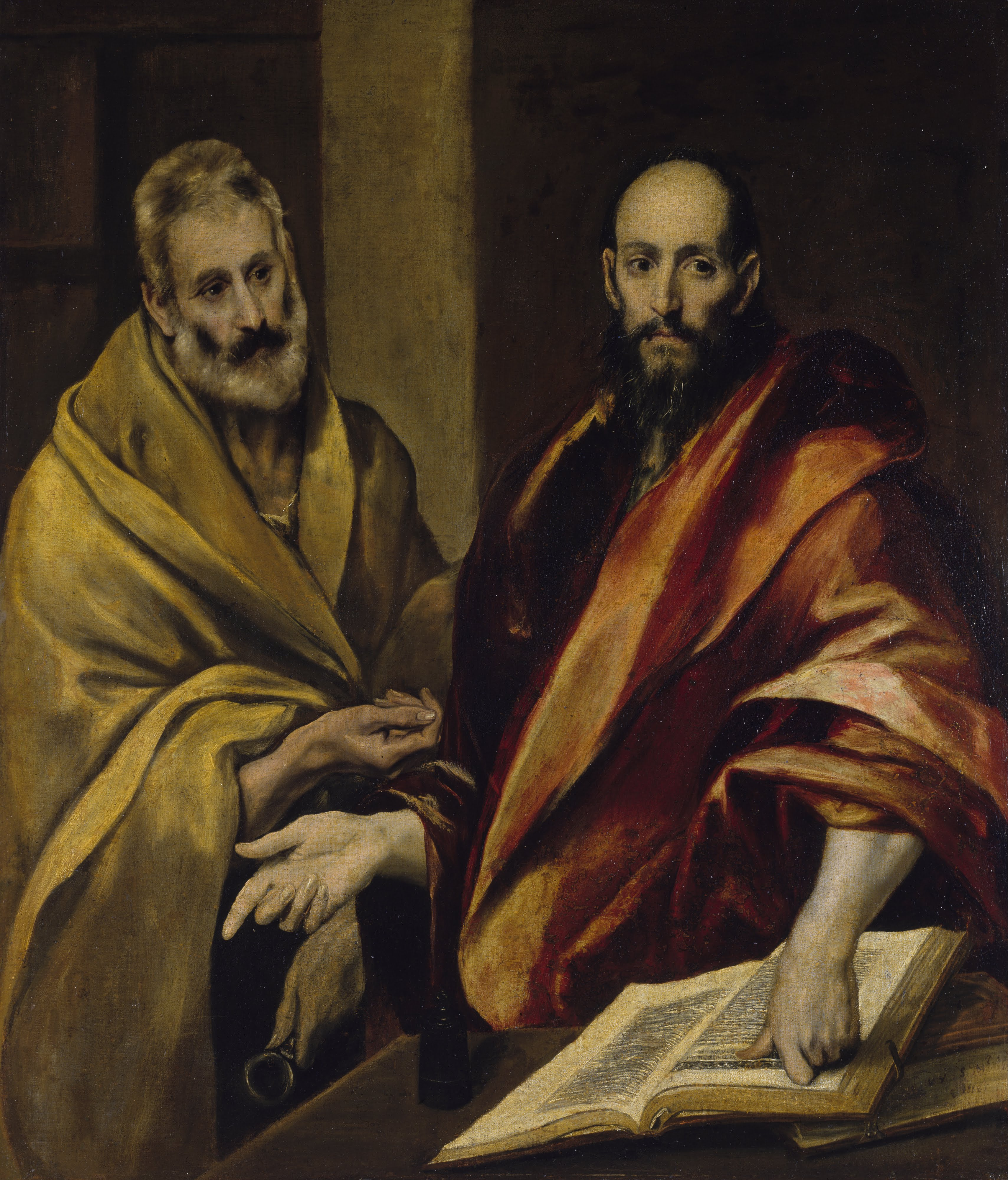
Ель Греко. Апостоли Петро та Павло

Ді́ї апо́столів, Дія́ння апо́столів (грец. Πραξεις Αποστολων, Праксе́йс Апо́столон; лат. Actus Apostolorum) — 5-а й остання історична книга Нового Заповіту. Автор називає її «книгою» чи «словом» (Дії 1:1). Заголовок книги, даний не самим Лукою, а кимось пізніше, не дуже відповідає змісту: книга не містить по суті ніяких відомостей про будь-якого з апостолів, окрім Петра і Павла. Іван відмічений тільки тричі; усе, що записано про Якова, сина Зеведея, це його страта Іродом. Інші назви — «Діяння», «Євангеліє Святого Духа», «Євангеліє Воскресіння».

## Автор
Більшість вчених вважає, що Діяння написані тим самим автором, що і Євангеліє від Луки, тобто «улюбленим лікарем» та супутником апостола Павла Лукою (порівн. Лк. 1:1-4; Дії 1:1) у 1-му сторіччі н. е. Перша письмова згадка про Діяння з'являється у 177 році по Христі. Не зважаючи на те, що автор ніде не згадує себе на ім'я. Стиль і особливості мови Євангелія від Луки і Дій, і використання в обох книгах загальних слів і фраз, підсилюють цю думку. Автор спочатку з'являється в розповіді в (Дії 16:11), а потім зникає до повернення Павла у Філіппи за два роки, коли він і Павло залишили це місце разом (Дії 20:6), і обидва, здається, надалі були постійними супутниками до кінця. Звичайно він був з Павлом в Римі (28; Кол. 4:14). Таким чином він написав велику частину цієї історії з особистого спостереження. Для того, що лежало поза його власним досвідом, він мав вказівку Павла. В разі чого, дуже імовірно, 2 Тимофію було написане протягом другого ув'язнення Павла в Римі, Лука тоді був з ним, як його вірний супутник до останнього (2 Тим. 4:11). Про його подальшу історію немає ніякої певної інформації.

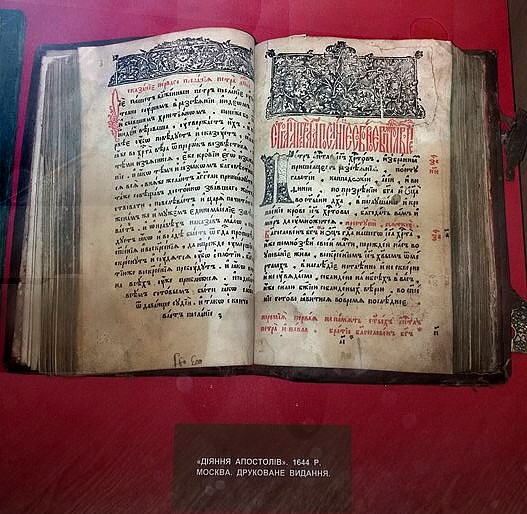
1644

Як видно з історії Євангелія від Луки, його метою було показати характер і діяльність Христа до того, як Він вознісся на небо від Своїх учнів; і Дій, як його продовження — показати силу і роботу Євангелія під час проповідування серед всіх народів, «від Єрусалиму почавши». Вступні речення Дій — тільки розширення і пояснення завершальних слів Євангелія. У цій книзі тільки продовження історії церкви після вознесіння Христа. Тут Лука продовжує історію в тому ж самому дусі, в якому він почав її. Це — тільки книга початків, історія заснування церков, початкових кроків у формуванні Християнських громад в різних місцях, відвіданих апостолами. В ній записаний період «показових подій».
Впродовж всієї розповіді ми бачимо усюдисущну всеконтролюючу владу безсмертного Спасителя. Він працює скрізь і у всьому в розповсюдженні усюди своєї правди серед людей Своїм Духом і за допомогою Своїх апостолів.

## Час написання
Час написання цієї історії можна вивести з факту, що розповідь продовжується до завершення другого року першого ув'язнення Павла в Римі. Тому вона не могла бути написана ні раніше 61 або 62 н. е., ні пізніше кінця 63 н. е. Павло був ймовірно страчений протягом його другого ув'язнення, близько 64, або, як деякі думають, 66 року н. е. Місцем написання книги був, ймовірно, Рим, до якого Лука супроводжував Павла.

## Зміст
Ключ до змісту книги знаходиться в Дії 1:8: «Моїми ви свідками будете в Єрусалимі, і в усій Юдеї та в Самарії, та аж до останнього краю землі». Після посилання на те, що було записане в «першій книзі» про сказане і зроблене Ісусом Христом перед Його вознесінням, автор продовжує звітувати про обставини, пов'язані з цією подією, а потім записує провідні факти з посиланням на розповсюдження і тріумфи Християнства по світу протягом періоду приблизно тридцяти років. Запис починається з П'ятидесятниці (33 н. е.) і закінчується першим ув'язненням Павла (63 або 64 н. е.). Весь зміст книги можна поділити на такі три частини:
- Глави 1-12, стосуються подій у Єрусалимі навколо воскресіння та вознесіння на небеса Ісуса Христа та дня П'ятидесятниці, коли на Апостолів зійшов Святий Дух та вони почали проповідувати на інших мовах. Згадується про труднощі першого періоду існування християн у Єрусалимі, їх переслідування з боку ортодоксальних юдеїв та місцевої влади, перших християнських мучеників за віру. Перші навернені у християнство язичники (Корнилій (сотник)). Центральною фігурою цього періоду виступає апостол Петро.

Глави 13-28 озаглавлені «З Антіохії до Риму».
- Глави 13-21, йдеться про навернення та проповідницьку діяльність апостола Павла, котрий зіграв, на думку багатьох експертів, ключову роль у розповсюдженні християнства у Середземномор'ї на початку нової ери.

- Глави 21-28, Павло в Римі, і події, які призвели до цього.

Сюжет книги розгортається з Єрусалиму до Самарії та Юдеї, потім скрізь Сирію, Малу Азію, Європу до Риму та концентрується навколо основної теми: донесення до зовнішнього світу «радісної звістки» про викуплення гріхів людства Ісусом Христом.
Заслуговує на увагу те, що у цій книзі немає жодної згадки про написання Павлом будь-якого з його послань. Це можна пояснити тим фактом, що автор обмежився описанням історії заснування церкви, а не її вчення або системи поглядів. Проте зв'язок між цією історією і посланнями Павла такий, тобто виявляє так багато ненавмисних збігів, що доводить як непідробленість так і достовірність обох, як дуже вміло показано Пейлі в його «Horae Paulinae»:
|  | Ніяка стародавня робота не проходить так багато випробувань правдивості; оскільки ніяка інша не має таких численних точок зіткнення на всіх напрямках з сучасною історією, політикою, і топографією, чи Єврейською, чи Грецькою, чи Римською. |